# Eriostemon pulchellus
Eriostemon pulchellus là một loài thực vật có hoa trong họ Cửu lý hương. Loài này được Lem. mô tả khoa học đầu tiên năm 1854.